# VKontakte
VKontakte (tiếng Nga: ВКонтакте; tên quốc tế: VK) là một mạng xã hội tiếng Nga có trụ sở nằm ở thành phố Saint Petersburg, Moscow và Sochi. VKontakte có sẵn với nhiều ngôn ngữ khác nhau, đặc biệt rất phổ biến trong những nước nói tiếng Nga. Vkontakte cho phép người dùng có thể gửi các tin nhắn, tạo các nhóm, các trang và sự kiện, chia sẻ hình ảnh, âm nhạc, và cũng có thể chơi trò chơi trên web.
VKontakte được lập ngày 10 tháng 10 năm 2006, lúc đầu nó được xác định như là một mạng xã hội của sinh viên các trường đại học của Nga. Theo thống kê năm 2017, trung bình hàng ngày số người vào trang là 87 714 854 người, số người đăng ký là hơn 410 triệu người. Theo thống kê của SimilarWeb, VKontakte là website được truy cập nhiều thứ 16 trên thế giới.
Văn phòng trụ sở hiện đang nằm ở thành phố Saint Petersburg, Moscow và Sochi. Đến tháng hai năm 2019, Tổng giám đốc điều hành công ty là Andrej Rogozov.

## Tranh cãi

### Apple xoá ứng dụng khỏi App Store
Ngày 28 tháng 9, Apple xác nhận đã xóa mạng xã hội phổ biến Vkontakte (VK) của Nga khỏi cửa hàng ứng dụng (App Store) trên toàn cầu do các lệnh trừng phạt của Anh.
Người phát ngôn của Apple Inc, Adam Dema xác nhận rằng các ứng dụng của VK đã bị xóa và tài khoản nhà phát triển cũng bị chấm dứt.
Dema cho biết trong một tuyên bố: “Để tuân thủ các lệnh trừng phạt của Vương quốc Anh, Apple đã chấm dứt tài khoản nhà phát triển được liên kết với các ứng dụng này, và người dùng không thể tải xuống ứng dụng từ bất kì App Store nào. Những ai đã tải xuống các ứng dụng này vẫn có thể tiếp tục sử dụng chúng”.
Cách đây ít ngày, chính phủ Anh đã ban hành các biện pháp trừng phạt mới đối với các nhà tài phiệt Nga để đáp lại các cuộc trưng cầu dân ý mà Nga tổ chức gần đây ở các vùng của Ukraina. Các biện pháp trừng phạt ảnh hưởng đến 23 giám đốc điều hành tại Gazprombank, một ngân hàng Nga có quan hệ với VK.